# Tata Steel Nederland
Tata Steel Nederland (TSN) is de Nederlandse afdeling van de Indiase staalproducent Tata Steel, die valt onder de Tata-groep. Het ontstond in 2021, toen Tata Steel Europe werd gesplitst in een Britse en een Nederlandse tak.

## Geschiedenis

### Ontstaan Tata Steel Europe
De Koninklijke Nederlandsche Hoogovens en Staalfabrieken, ook wel Hoogovens of KNHS genoemd, werd opgericht op 20 september 1918. Het bedrijf werd gesitueerd in IJmuiden en produceerde staal en later ook aluminium. In 1972 fuseerden Hoogovens en Hoesch tot Estel. Deze fusie werd in 1982 alweer ongedaan gemaakt, als gevolg van de staalcrisis in Europa en botsende culturen. Door financiële problemen fuseerde de Koninklijke Hoogovens in 1999 met een Brits staalbedrijf, genaamd British Steel, tot Corus. Op 31 januari 2007 werd Corus op zijn beurt weer overgenomen door Tata Steel Europe na een veiling, die werd gewonnen door de Indiase Tata-groep. De Tata-groep bezat al sinds 1907 Tata Steel in India en werd in 2002 actief in Zuidoost-Azië. Door de aankoop van Corus is het uitgebreid naar Europa. Met ingang van 27 september 2010 verdween de naam Corus officieel en ging het Tata Steel Europe heten.

### Splitsing Tata Steel Europe
In 2021 werd na jaren overleg besloten dat Tata Steel Europe werd gesplitst in een Britse en een Nederlandse tak: Tata Steel UK en Tata Steel Nederland. Deze twee dochterbedrijven vallen rechtstreeks onder het Indiase moederbedrijf Tata Steel en Tata Steel Europe hield op te bestaan. De splitsing was een historisch moment, na 22 jaar samenwerking met de Britse tak. De Britse tak is al jaren zwaar verlieslatend en dat woog op de Nederlandse tak.

## Tata Steel Nederland

### Duurzaamheidsmissie
Sinds de afsplitsing van de Britse tak is de Nederlandse tak zelfstandig en mag deze direct onder het Indiase moederbedrijf Tata Steel keuzes voor het bedrijf maken. De nieuwe richting die het bedrijf wil in gaan is duidelijk: groen staal in een schone leefomgeving. Onlangs is al de keuze gemaakt voor een waterstofroute als onderdeel van deze duurzaamheidsstrategie. Het bedrijf heeft aangekondigd in 2023 de neerslag van stof in de directe woonomgeving met 65% te verminderen. Daarnaast is het plan voor 2026 de uitstoot van fijnstof te verminderen met 35% en die van zware metalen met 55%. Deze plannen zijn een reactie op jaren van onvrede bij de bewoners rondom Tata Steel IJmuiden, ooit ‘de parel van IJmuiden’, en de slechte onderzoeksresultaten van het RIVM naar de gezondheidsrisico's van de stoffen in de lucht van de regio IJmond.

### Vestigingen
Tata Steel Nederland produceert, bewerkt en distribueert hoogwaardig staal voor producten die het leven vergemakkelijken. Het bestaat uit een aantal Nederlandse vestigingen, die weer deel uitmaken van de Tata-groep. De nieuwe organisatie bestaat uit twee bedrijfstakken: IJmuiden en Downstream, bestaande uit Tubes (buizen), Plating (plateren), Colors (kleuren), Distribution (distributie) en Building Systems (constructie).

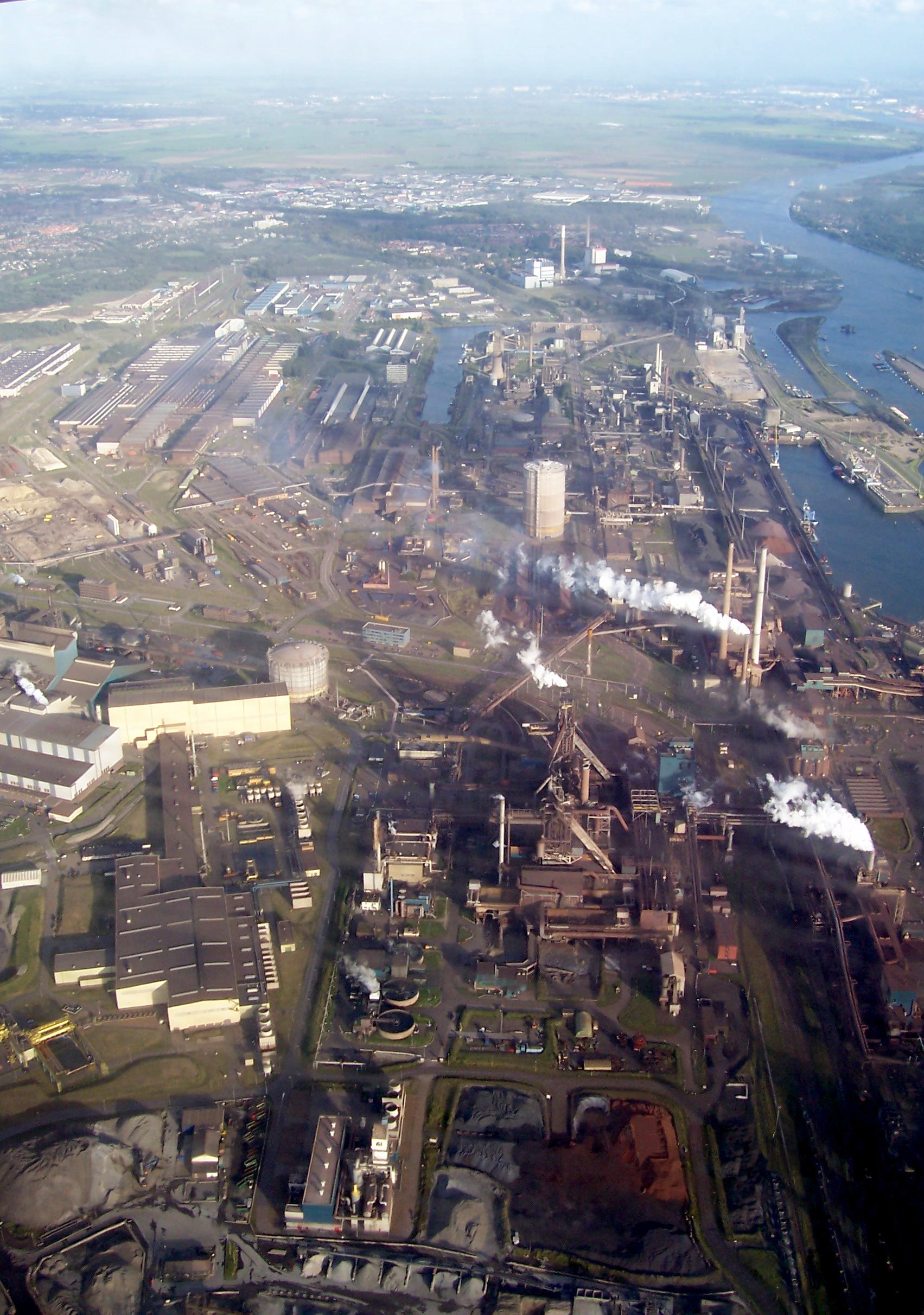
De fabriek in IJmuiden in 2005.

#### IJmuiden
Het grootste bedrijf van Tata Steel Nederland is Tata Steel IJmuiden, het geïntegreerde staalbedrijf in IJmuiden. Hier worden vooral rollen hoogwaardig en bekleed staal gemaakt. Er werkten zo'n 9.000 mensen in 2021 en er werd jaarlijks circa zeven miljoen ton staal geproduceerd.

#### Andere fabrieken
In Nederland zijn er verder fabrieken in:
- IJsselstein,
- Geldermalsen,[8]
- Maastricht,
- Nieuwegein
- Oosterhout en
- Zwijndrecht.